# یری یدیچکا
یری یدیچکا (به انگلیسی: Jiří Jedlička) (زادهٔ ۵ فوریهٔ ۱۹۸۷) شناگر اهل جمهوری چک است.